# Giochi mondiali militari

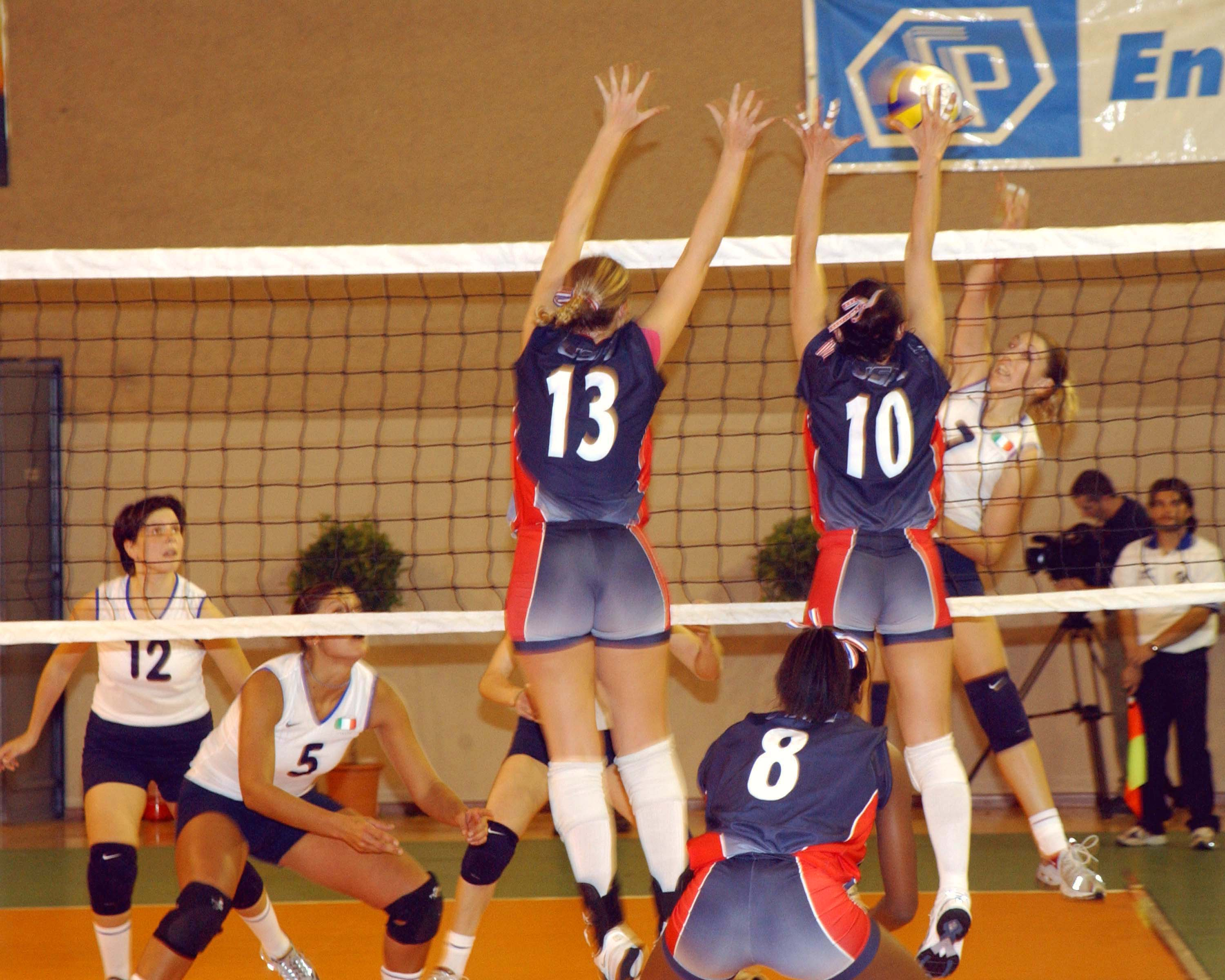
Una fase dell'incontro tra le rappresentative femminili di pallavolo di Italia e Stati Uniti ai Giochi mondiali del 2003

I Giochi mondiali militari sono una manifestazione sportiva riservata ad atleti militari di tutto il mondo. Sono organizzati ogni quattro anni dal Conseil International du Sport Militaire (CISM, Comitato Internazionale Sport Militari). Ai Giochi partecipano spesso, fianco a fianco, militari di paesi in guerra fra di loro, evidenziando così come lo sport affratelli i popoli e cancelli ogni disputa fra uomini.

## Descrizione
I Giochi Mondiali Militari non devono essere confusi con i Campionati mondiali militari delle singole discipline (atletica leggera, pugilato, etc...) che si tengono da ben prima del 1995.
Il 2010 segna la nascita dei Giochi mondiali militari invernali che sono stati organizzati dalla regione della Valle d'Aosta (Italia) dal 20 al 25 marzo.

## Edizioni

### Giochi estivi
| Anno | Edizione | Paese          | Aperti da            | Date           | Nazioni | Atleti | Atleti | Atleti | Sport | Eventi | Vincitore del medagliere |
| Anno | Edizione | Paese          | Aperti da            | Date           | Nazioni | Uomini | Donne  | Totale | Sport | Eventi | Vincitore del medagliere |
| ---- | -------- | -------------- | -------------------- | -------------- | ------- | ------ | ------ | ------ | ----- | ------ | ------------------------ |
| 1995 | 1        | Roma           | Oscar Luigi Scalfaro | 4–16 settembre | 93      |        |        | 4017   | 17    | 179    | Russia                   |
| 1999 | 2        | Zagabria       | Franjo Tuđman        | 8–17 agosto    | 80      |        |        | 7825   | 18    | 199    | Russia                   |
| 2003 | 3        | Catania        | Carlo Azeglio Ciampi | 4-11 dicembre  | 81      |        |        | 3217   | 11    | 120    | Cina                     |
| 2007 | 4        | Hyderabad      | Pratibha Patil       | 14–21 ottobre  | 101     |        |        | 4738   | 15    | 157    | Russia                   |
| 2011 | 5        | Rio de Janeiro | Dilma Rousseff       | 15–24 luglio   | 113     |        |        | 4017   | 20    | 195    | Brasile                  |
| 2015 | 6        | Mungyeong      | Park Geun-hye        | 2–11 ottobre   | 110     |        |        | 8700   | 24    | 248    | Russia                   |
| 2019 | 7        | Wuhan          | Xi Jinping           | 18–27 ottobre  | 110     |        |        | 9308   | 27    | 316    | Cina                     |
| 2027 | 8        | Bogotà         | N.D.                 | N.D.           | N.D.    | N.D.   | N.D.   | N.D.   | N.D.  | N.D.   | N.D.                     |

### Giochi invernali
| Anno | Edizione | Paese         | Date                                          | Nazioni                                       | Atleti                                        | Atleti                                        | Atleti                                        | Sport                                         | Eventi                                        | Vincitore del medagliere                      |
| Anno | Edizione | Paese         | Date                                          | Nazioni                                       | Uomini                                        | Donne                                         | Totale                                        | Sport                                         | Eventi                                        | Vincitore del medagliere                      |
| ---- | -------- | ------------- | --------------------------------------------- | --------------------------------------------- | --------------------------------------------- | --------------------------------------------- | --------------------------------------------- | --------------------------------------------- | --------------------------------------------- | --------------------------------------------- |
| 2010 | 1        | Valle d'Aosta | 20-25 marzo                                   | 43                                            |                                               |                                               | 800                                           | 6                                             | 28                                            | Italia                                        |
| 2013 | 2        | Annecy        | 24-29 marzo                                   | 40                                            |                                               |                                               | 1000                                          | 8                                             | 36                                            | Francia                                       |
| 2017 | 3        | Soči          | 24-27 febbraio                                | 25                                            |                                               |                                               | 402                                           | 7                                             | 44                                            | Russia                                        |
| 2022 | 4        | Berchtesgaden | Cancellati a causa della pandemia di COVID-19 | Cancellati a causa della pandemia di COVID-19 | Cancellati a causa della pandemia di COVID-19 | Cancellati a causa della pandemia di COVID-19 | Cancellati a causa della pandemia di COVID-19 | Cancellati a causa della pandemia di COVID-19 | Cancellati a causa della pandemia di COVID-19 | Cancellati a causa della pandemia di COVID-19 |
| 2025 | 5        | Berna         | N.D.                                          | N.D.                                          | N.D.                                          | N.D.                                          | N.D.                                          | N.D.                                          | N.D.                                          | N.D.                                          |

#### Categoria cadetti
Le edizioni della categoria cadetti sono state le seguenti.
| Anno | Edizione | Paese           | Date        | Nazioni | Atleti | Atleti | Atleti | Sport | Eventi | Vincitore del medagliere |
| Anno | Edizione | Paese           | Date        | Nazioni | Uomini | Donne  | Totale | Sport | Eventi | Vincitore del medagliere |
| ---- | -------- | --------------- | ----------- | ------- | ------ | ------ | ------ | ----- | ------ | ------------------------ |
| 2010 | 1        | Ankara          |             |         |        |        |        |       |        |                          |
| 2014 | 2        | Quito           |             |         |        |        |        |       |        |                          |
| 2022 | 3        | San Pietroburgo | 4–12 agosto | 20      |        |        |        | 7     |        | Russia                   |

## Medagliere complessivo
Aggiornato ai VII Giochi estivi di Wuhan
| Posizione | Nazione        |     |     |     | Tot. |
| --------- | -------------- | --- | --- | --- | ---- |
| 1         | Cina           | 330 | 258 | 176 | 764  |
| 2         | Russia         | 323 | 243 | 204 | 770  |
| 3         | Italia         | 113 | 113 | 133 | 359  |
| 4         | Brasile        | 102 | 104 | 107 | 313  |
| 5         | Francia        | 75  | 74  | 90  | 239  |
| 6         | Polonia        | 51  | 61  | 88  | 200  |
| 7         | Corea del Sud  | 49  | 48  | 57  | 154  |
| 8         | Germania       | 42  | 74  | 87  | 203  |
| 9         | Corea del Nord | 39  | 34  | 45  | 118  |
| 10        | Ucraina        | 34  | 63  | 73  | 170  |
| 11        | Kenya          | 27  | 26  | 25  | 78   |
| 12        | Stati Uniti    | 20  | 30  | 30  | 80   |
| 13        | Slovenia       | 19  | 21  | 27  | 67   |
| 14        | Bielorussia    | 18  | 25  | 58  | 101  |
| 15        | Bahrein        | 17  | 5   | 15  | 37   |

### Giochi estivi
Aggiornato ai VII Giochi estivi di Wuhan
| Posizione | Nazione        |     |     |     | Tot. |
| --------- | -------------- | --- | --- | --- | ---- |
| 1         | Cina           | 324 | 247 | 168 | 739  |
| 2         | Russia         | 294 | 227 | 190 | 711  |
| 3         | Brasile        | 102 | 104 | 107 | 313  |
| 4         | Italia         | 88  | 94  | 115 | 297  |
| 5         | Francia        | 51  | 53  | 70  | 174  |
| 6         | Polonia        | 49  | 61  | 87  | 197  |
| 7         | Corea del Sud  | 47  | 48  | 57  | 152  |
| 8         | Germania       | 40  | 71  | 80  | 191  |
| 9         | Corea del Nord | 39  | 34  | 45  | 118  |
| 10        | Ucraina        | 34  | 63  | 73  | 170  |
| 11        | Kenya          | 27  | 26  | 25  | 78   |
| 12        | Stati Uniti    | 20  | 30  | 30  | 80   |
| 13        | Bielorussia    | 18  | 25  | 58  | 101  |
| 14        | Bahrein        | 17  | 5   | 15  | 37   |
| 15        | Slovenia       | 15  | 17  | 22  | 54   |

### Giochi invernali
Aggiornato ai III Giochi invernali di Soči
| Posizione | Nazione       |    |    |    | Tot. |
| --------- | ------------- | -- | -- | -- | ---- |
| 1         | Russia        | 29 | 16 | 14 | 59   |
| 2         | Italia        | 25 | 19 | 18 | 62   |
| 3         | Francia       | 24 | 21 | 20 | 65   |
| 4         | Cina          | 6  | 11 | 8  | 25   |
| 5         | Austria       | 6  | 11 | 6  | 23   |
| 6         | Svizzera      | 5  | 6  | 5  | 16   |
| 7         | Slovenia      | 4  | 4  | 5  | 13   |
| 8         | Norvegia      | 2  | 5  | 2  | 9    |
| 9         | Germania      | 2  | 3  | 7  | 12   |
| 10        | Polonia       | 2  | 0  | 1  | 3    |
| 11        | Corea del Sud | 2  | 0  | 0  | 2    |
| 12        | Bulgaria      | 1  | 4  | 2  | 7    |
| 13        | Estonia       | 1  | 1  | 0  | 2    |
| 14        | Spagna        | 1  | 0  | 2  | 3    |
| 15        | Finlandia     | 0  | 1  | 5  | 6    |